# أبو بكر أحمد المسليار
أبو بكر أحمد المسليار هو رجل دين هندي مسلم سني، انتخبه بعض المنظمات مفتي جمهورية الهند يتولى حاليا منصب الأمين العام لجمعية علماء أهل السنة والجماعة بالهند ورئيس جامعة مركز الثقافة السنية.
اختار تنظيم علماء الإسلام لعموم الهند - وهم مجموعة من علماء البريلوبة - المسليار ليكون مفتي الهند بعد وفاة المفتي محمد أختر رضا خان، بعد مرضه في 20 يوليو 2018. بعد اختياره أجرى عدة حفلات استقبال في بلدان مختلفة بما في ذلك الإمارات العربية المتحدة والبحرين والكويت وعمان وماليزيا وإندونيسيا وخاصة في مسقط رأسه في الهند، كوزيكود.

## نشأته
ولد أبو بكر أحمد في قرية كاندابورام في مقاطعة كاليكوت ولاية كيرالا الهند في اليوم 22 من شهر مارس 1939م. ترعرع في قريته الأم وتلقى التربية الابتدائية منها ثم تابع دراسته في مختلف المدارس الدينية التي يرأسها العلماء مثل عبد الحميد المسليار وأبو بكر كتي المسليار وإمبيتش علي المسليار وزين الدين كتي المسليار. ثم تابع دراسته العالية في كلية الباقيات الصالحات في ويلور ولاية تملناد بالهند، في حضرة مشايخها مثل حسن وعبد الجبار وأبو بكر المسليار ومهران وغيرهم. ونال شهادة البكالوريوس في الدراسات الإسلامية في سنة 1964م. علاوة على ذلك حظي بتلقى العلوم من بعض العلماء العرب مثل أبو يس محمد عيسى الفاذاني وأحمد طه بن علي الحداد وغيرهم. ثم عمل أبو بكر كمدرس في حلقة الدروس الإسلامية في أليتيل مدة 6 سنوات وفي كوليكال مدة 7 سنوات.
وفي عام 1978م قام أبو بكر بتأسيس جامعة مركز الثقافة السنية، ويعمل كعميد في كلية الشريعة فيها منذ عام 1981م.

## نشاطاته
أدار وحضر موسليار العديد من المؤتمرات الوطنية والدولية من أجل السلام والحوار بين الأديان. عمل كعضو في المجلس الأعلى الإسلامي بأمريكا منذ 1998م، وشارك في المؤتمر السنوي الذي يعقده المجلس الأعلى للشؤون الإسلامية في القاهرة، جمهورية مصر العربية، منذ 1990م. وفي عام 1996م حضر في مؤتمر الوحدة الدولية الأولى والتي تم عقدها في لوس أنجلوس من الولايات المتحدة الأمريكية في عام 1996م وقام بإلقاء محاضرة حول التعايش السلمي بين مختلف الأديان في الهند.
وفي عام 1998 حضر في مؤتمر الوحدة الدولية الثانية التي تم عقدها في واشنطن دي.سي، أمريكا، كما ألقى فيها محاضرة حول أهمية اتحاد المسلمين في العصر الحالي. وفي عام 1999م تشرف بتلقي دعوة ودية من المملكة الأردنية الهاشمية وذلك للحضور في مناسبة افتتاح مسجد أبي عبيدة الجراح، وفي السيمينار حول أهمية الرسالة النبوية، وبالتالي شارك في تلك المناسبة وفي السيمينار وقدم بحثا حول «أهمية السنة النبوية»
وفي عام 2001م حضر أبو بكر في المؤتمر الدولي في كولالمبور بماليزيا. وفي عام 2003م حضر في مؤتمر الفقه الإسلامي الدولي الذي تم عقده في جوهناس برغ في أفريقا الجنوبية وألقى محاضرة حول «الفقه كمنهج عيش شامل».
وهو رئيس مؤتمر الشيخ زايد الدولي للسلام وكان أحد المتحدثين في القمة العالمية الأولى للتسامح التي نظمها المعهد الدولي للتسامح في دبي، الإمارات العربية المتحدة.  وكان شعار مؤتمر الشيخ زايد الدولي الثاني للسلام هو "نهضة العالم من خلال السلام". في عام 2019 حضر المؤتمر العالمي للأخوة الإنسانية. والتقى بالبابا فرانسيس، رئيس الكنيسة الكاثوليكية. وفي عام 2014 أطلق حملة لزراعة 100 ألف شجرة في جميع أنحاء الهند كجزء من الاستعدادات لمؤتمر الشيخ زايد الدولي للسلام الذي عقد في نيودلهي.

## آراؤه
المسليار ذو توجه صوفي كونه ينتمي إلى الحركة البريلوية، وكثيرًا ما يهاجم السلفية والسلفيين، كما يتحدث في كثير من المناسبات عن التطرف الإسلامي. ويهاجم الجماعات الجهادية المسلحة. وصرح أنه لا يجوز إلقاء السلام على المسلم ينتمي إلى السلفية والإخوانية كالجماعة الإسلامية من أتباع الشيخ أبي الأعلى المودودي وهذا المنهج يُدرِّس الطلاب في مدارسه في كيرالا ويقول أيضاً أنه يجوز بدعاء بغير الله (كالاستغاثة بالأموات) ويديرون أنصاره كثراً من مراقد والمقابر في ولاية كيرلا.
في نوفمبر 2015، علق على المساواة بين الجنسين قائلاً: "المساواة بين الجنسين أمر لن يتحقق أبدًا. إنه ضد الإسلام والإنسانية وهو خطأ فكري". وقال: "المرأة فقط هي التي يمكنها الولادة"، على الرغم من أن بعض وسائل الإعلام نقلت عنه خطأً قوله إن النساء قادرات فقط على الولادة.
عارض المسليار مشروع قانون تعديل المواطنة، وقانون تعديل المواطنة، ونظم وحضر العديد من الاحتجاجات ضد القانون. ومع ذلك لم يدعم الإضراب الذي نظمته الأحزاب الإسلامية، وقال إن الإضراب غير ضروري. قام بزيارة أفراد عائلات المتظاهرين الذين قتلوا بنيران الشرطة في مانغلور للتعبير عن تعازيه. تعرض لانتقادات واسعة النطاق بسبب موقفه من احتجاجات النساء ضد قانون تعديل الجنسية. وصرح بأن "النساء لا ينبغي لهن النزول إلى الشوارع ضد قانون تعديل الجنسية، ولا ينبغي لهن رفع الشعارات أو شد القبضات". فيما بعد، التقى برئيس وزراء الهند ناريندرا مودي ووزير الداخلية أميت شاه في مكتبيهما في 20 مارس 2020 وحثهما على تعديل قانون تعديل المواطنة والسجل الوطني للمواطنين لإزالة الدين من قائمة معايير الأهلية للحصول على الجنسية.
وعندما حكمت المحكمة العليا في الهند بتسليم المسجد البابري للهندوس، ناشد المسليار المسلمين في الهند بالترحيب بحكم المحكمة العليا، وقبوله، وقال "نحن نحترم المحكمة العليا. يجب على الجميع أن يسعى إلى السلام في الهند". لكن المسلمين رفضوا الحكم وطالبو بالاستئناف.

## الكتاب

### باللغة العربية
- عصمة الأنبياء
- الوحدة الإسلامية
- الاتباع والابتداع
- رياض الطالبين
- إظهار الفرح والسرور بميلاد النبي المبرور
- السياسة الإسلامية
- المولد الرضوي
- تعظيم الاكابر واحترام الشعائر
- فيضان المسلسلات في بيان الإجازة المتداولة
- الطريقة والتصوف
- الإسلام والقأديانية

### باللغة المحلية
- مقدمة لدراسة الإسلام
- صلاة المرأة
- دراسة عن أهل السنة
- التعايش السلمي
- أفكار مسلمي العالم
- الدعاء بعد الصلوات

## روابط خارجية
- الشيخ أبو بكر أحمد على موقع ميوزك برينز (الإنجليزية)